# Exochella discors
Exochella discors är en mossdjursart som beskrevs av Hayward 1991. Exochella discors ingår i släktet Exochella och familjen Exochellidae. Inga underarter finns listade i Catalogue of Life.